# Список умерших в 907 году
В этой статье представлен список известных людей, умерших в 907 году.
См. также: Категория:Умершие в 907 году

## Май
- 2 мая — Борис I — правитель Боларии (князь с 864) (852—889), ввёдший христианство в качестве государственной религии . Святой православной церкви
- 11 мая — Эгильмар[нем.] — епископ Оснабрюка (887—907)

## Июль
- 4 июля
  - Дитмар I[англ.] — архиепископ Зальцбурга (873—907), погиб в битве при Прессбурге
  - Луитпольд — первый маркграф Баварии (889—907), герцог Каринтии (893—907), основатель династии Луитпольдингов, погиб в битве при Прессбурге
  - Уто — епископ Фрайзинга (906—907), погиб в битве при Прессбурге

## Август
- 17 августа — Сервус Деи — епископ Жироны (888—907)

## Ноябрь
- 6 ноября — Герберт I де Вермандуа — граф Вермандуа (896—907), первый граф Суассона (886/898-907), граф Мо (888/889-907); убит Дата смерти предположительна
- 24 ноября — Исмаил Самани — эмир из династии Саманидов, основатель государства в Средней Азии

## Дата неизвестна или требует уточнения
- Адатья I[фр.] — махараджа Чолы (871—898), махараджадхираджа Чола 898—907
- Ален I Великий — граф Ванна, Нанта с 877, король Бретани с 877 (до 888/890 управлял только южной частью королевства).
- Арпад — великий князь венгров (889—907), основатель династии Арпадов
- Гизела — дочь короля Лотарингии Лотаря II — герцогиня-консорт Фризии (882—885), жена Годфрида Фризского
- Кхук Тхыа Зу[англ.] — правитель Вьетнама (905—907), родоначальник династии Кхук
- Лубб ибн Мухаммад[англ.] — вали Туделы (890—907); убит
- Святой Нури[англ.] — суфийский святой
- Радельхиз II — Князь Беневенто (881—884, 897—900)
- Рачамала II[англ.] — император империи Западных Гангов (ок 870—907)
- Рудесинд I[англ.] — епископ Думиума (877—907)

| ← в 906 году | Список умерших в 907 году | в 908 году → |